# Arteriae intercostales
Arteriae intercostales er 9 sæt af arterier der udspringer fra bagsiden af pars thoracica af aorta, samt arteria thoracica interna, og forløber langs undersiderne af ribben 3 til 10, hvor de forsyner musculi intercostales.
Delen der udspringer fra aorta benævnes arteriae intercostales posteriores og delen der udspringer fra thoracica interna arteriae intercostales anteriores. De to dele mødes og anastomoserer under deres forløb og betragtes som en enkelt struktur i meget litteratur.

## Struktur

### Arteriae intercostales posteriores
De bagerste dele af arterien udspringer hovedsageligt direkte fra bagsiden af arcus aortae og pars thoracica aortae. Undtagelsen er de to øverste af arterierne, som begge udspringer fra den samme arterie, som så deler sig i de to øverste arteriae intercostales.
Fællesarterien benævnes kun på engelsk, som supreme intercostal artery, men er ikke benævnt på latin. Den udspringer fra truncus costocervicalis, som selv udspringer fra arteria subclavia.

#### Forsyningsområde
De posteriore intercostalarterier er ansvarlige for forsyning af den del af musculi intercostales de er sammenhængende med, samt indervæggen af den omkringliggende brysthule. Arterien forsyner også dele af den dybe rygmuskulatur, eksempeltvist longissimus af erector spinae, samt rygsøjlen og rygmarven.

### Arteriae intercostales anteriores
Lige bagved sternum udsender arteria thoracica interna ved hvert ribben den forreste del af arteriae intercostales. Denne del af arterien anastomoserer midtvejs langs ribbenene med dens posteriort udspringende søster. På vejen forsyner den intercostalmuskulaturen og væggen af thorax.

## Referrencer
1. ↑  Bojsen-Møller, Finn (2014). Bevægeapparatets Anatomi (13 udgave). Munksgaard. ISBN 978-87-628-0900-0.
2. ↑  Drake, Rickard (2019). Gray's Anatomy for Students (4. udgave). ISBN 9780323393041.
3. ↑  "Human Anatomy Atlas 2020". Visible Body. 2020.